# Korovec mexický
Korovec mexický (Heloderma horridum) je jedovatý druh ještěra z čeledi korovcovitých (Helodermatidae).

## Popis
Délka těla přibližně 60–90 cm, váha 0,8–4 kg. Při kousnutí jed do těla nevstřikuje, ale nechá jej volně téct do hlubokých ran. Kousnutí korovcem ve většině případů nebývá pro zdravého člověka smrtelné.[zdroj?]

## Výskyt
Západní Mexiko a Guatemala.

## Potrava
Žije převážně nočním životem, živí se malými savci, ptáky, hmyzem a vejci jiných plazů a ptáků.

## Rozmnožování
Pohlavní zralosti dosáhne ve věku 6–8 let. Páření probíhá od září do října, dle Animal Diversity Web od února do března. Kopulace může trvat 30–60 minut. Asi za dva měsíce (do prosince) samice naklade 2–30 vajec, které zahrabe do země (cca 12 cm hluboko). Inkubace trvá přibližně 165–215 dnů. Mláďata se tedy líhnou v červnu nebo červenci a váží okolo 40 gramů. V zajetí se jedinec dožil téměř 23 let.

## Chov zoo v Česku
Korovce mexického chová Zoo Ústí nad Labem, Zoo Brno, Zoo Jihlava a Zoo Plzeň.